# Wasserwerk Essen-Kettwig
Das Ruhrwasserwerk Essen-Kettwig ist ein Wasserwerk im Tal der Ruhr bei Kettwig. Es wurde 1891 von der Stadt Velbert unter Beteiligung der Gemeinde Heiligenhaus errichtet. Seit 1944 liegt der Betrieb in der Verantwortung der Rheinisch-Westfälischen Wasserwerksgesellschaft (RWW).
Zur Grundwasseranreicherung werden Sickerschlitzgräben eingesetzt. 2018 wurde die Chlorbehandlung durch eine UV-Anlage ersetzt.
Beliefert werden die Stadtwerke Velbert, Stadtwerke Wülfrath, Stadtwerke Heiligenhaus und Stadtwerke Ratingen.